# Валгејиги
Валгејиги (ест. Valgejõgi; у преводу Бела река) река је у Естонији која протиче северним делом земље. Припада басену Финског залива Балтичког мора. Протиче преко територија округа Лане-Вирума и Харјума.
Свој ток започиње као отока маленог језера Поркуни код села Пандивере, тече у смеру севеозапада и након 85 km тока улива се у залив Хара (део Финског залива) код града Локсе. Површина сливног подручја је 453 km², док је просечан проток у зони ушћа између 3,5 и 4 m³/s. Укупан пад корита је 107 метара или у просеку 1,26 метара по километру тока.
Река Валгејики нема значајнијих притока те је територија њеног басена доста уска и ограничена на непосредну околину уз само корито реке. У горњем делу тока протиче кроз замочварено подручје обрасло гушћим шумама, шуме су раширене и у средњем делу тока, док се у доњим деловима тока налазе обрадиве површине. У доњем делу тока протиче преко територије националног парка Лахема.
Једина већа насеља на њеним обалама су варошице Тапа (на 17. километру низводно од извора) и Локса (на самом ушћу у Фински залив). на неких 19. километара узводно од ушћа река Валгејиги се сурвава са Балтичког клина и формира мањи водопад Нимевески.